# ديفيد جونسون (لاعب كرة قدم أمريكية)
ديفيد جونسون (بالإنجليزية: David Johnson)‏ هو لاعب كرة قدم أمريكية أمريكي، ولد في 28 يونيو 1986.